# Goffredo Mameli

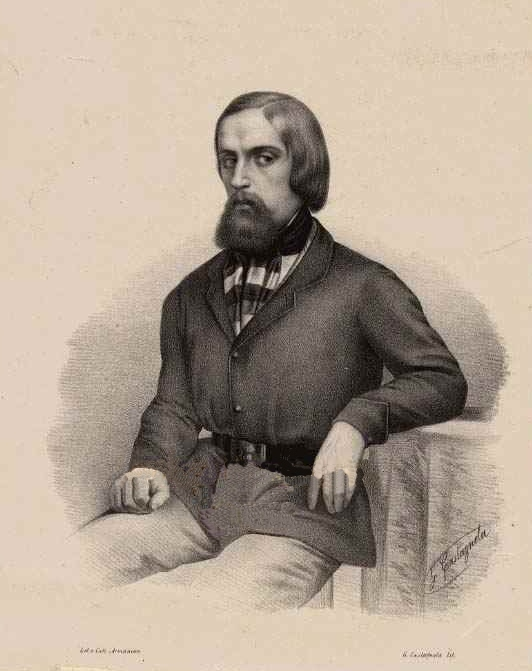
Goffredo Mameli

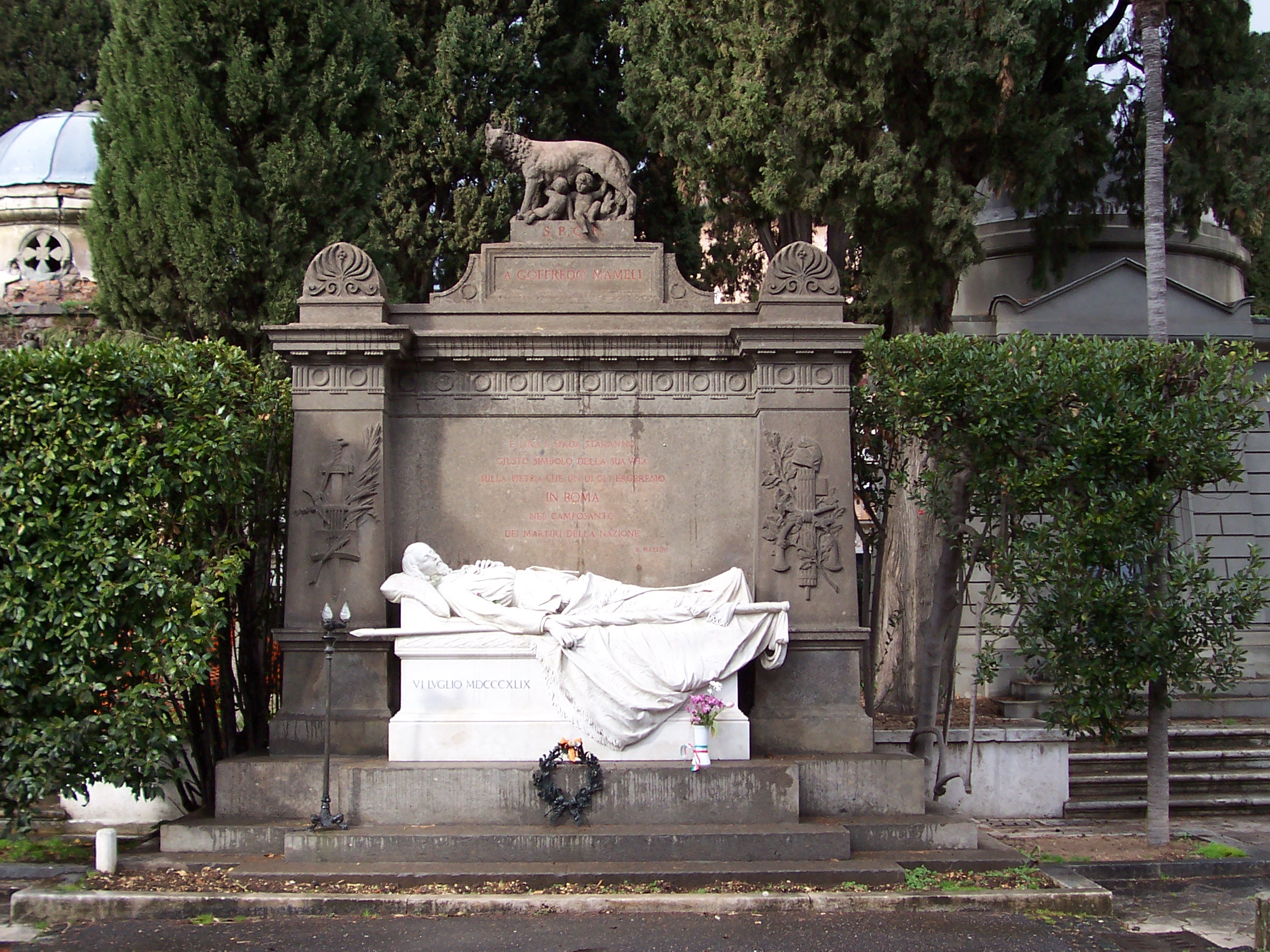
Grób Goffredo Mameli na cmentarzu Campo Verano

Goffredo Mameli (ur. 5 września 1827 w Genui, zm. 7 lipca 1849 w Rzymie) – włoski patriota, poeta, pisarz i autor hymnu narodowego Włoch (Fratelli d’Italia).
W 1849 uczestnik walk o niepodległość tego kraju. Zmarł w wieku niespełna 22 lat, w wyniku ran odniesionych na polu bitwy. Był przedstawicielem romantyzmu.